# Concerts per a clavecí (Bach)
| 1r moviment del Concert per a clavecí en Mi M (BWV 1053)                 |
|                                                                          |
| Interpretat per l'Advent Chamber Orchestra, amb Matthew Ganong (clavecí) |
|                                                                          |

Els concerts per a clavecí, BWV 1052-1065, són les obres compostes per a clavicèmbal, cordes i continu de Johann Sebastian Bach. Hi ha set concerts complets amb un clavecí sol (BWV 1052-1058), tres concerts per a 2 clavecins (BWV 1060-1062), dos concerts per a 3 clavecins (BWV 1063-1064), i un concert per a 4 clavecins, (BWV 1065). A més, hi ha un únic fragment de 9 compassos d'un concert per a un clavecí (BWV 1059), que afegeix un oboè al conjunt de cordes i continu.
Dos obres de Bach inclouen parts solistes destacades per al clavecí: el concert BWV 1044, que té parts solistes per al clavecí, per al violí i per a la flauta, i el Concert de Brandenburg núm. 5, BWV 1050, amb un plantejament similar.
Tots els concerts per a clavicèmbal de Bach (amb l'excepció del Concert de Brandenburg), es creu que són arranjaments realitzats a partir de concerts anteriors escrits per a instruments melòdics, probablement de l'època de Köthen. En molts casos, només la versió per a clavecí ha sobreviscut.
Entre 1729 i 1741, Bach va ser director del Collegium Musicum de Leipzig, un estudiant de la societat musical, fundada per Georg Philipp Telemann el 1703 i dirigida abans de Bach per Balthasar Schott. El Collegium Musicum sovint van donar actuacions al cafè de Zimmermann. És per aquestes ocasions que Bach va realitzar els seus concerts per a clavecí, entre els concerts primer instrument de teclat s'hagi escrit. Es creu que els concerts per a clavecí es van escoltar múltiples abans que les que per un clavicordi, potser perquè els seus fills, C.P.E. Bach i W.F. Bach (tots dos excel·lents intèrprets del clave) vivien a casa seva fins a 1733 i 1734, respectivament. És probable que Johann Ludwig Krebs, que va estudiar amb Bach fins a 1735, també tocava el clavicèmbal al Collegium Musicum.

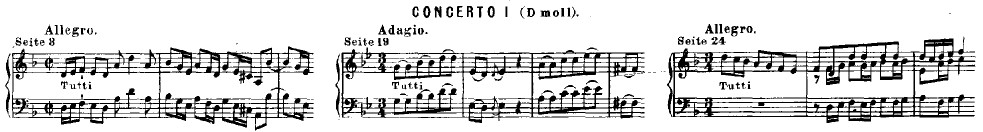
Principals temes del Concert per a clavecí núm. 1, BWV 1052

## Concerts per a un clavecí

### Composició dels concerts
Els concerts per un clavecí, BWV 1052-1059, són un conjunt de concerts que aparegueren en un manuscrit autògraf, actualment a la Deutsche Staatsbibliothek de Berlín. Els concerts catalogats amb els números BWV que van des del 1052 al 1057 van ser concebuts com una col·lecció, de manera similar als Concerts de Brandenburg, que també en són sis. En el manuscrit, en una forma tradicional en Bach, comença amb 'JJ' (Jesu Juva) i acaba amb "Finis. S. D. Gl." (Soli Deo Gloria). No són una còpia en net, sinó un projecte, un manuscrit de treball, i ha estat datada al voltant del 1738. Bach, per descomptat, pot haver compost l'obra molt abans, usant les parts d'una melodia original de concert per a instrument solista i crear una versió per a clave adequada per a la interpretació amb aquest instrument.

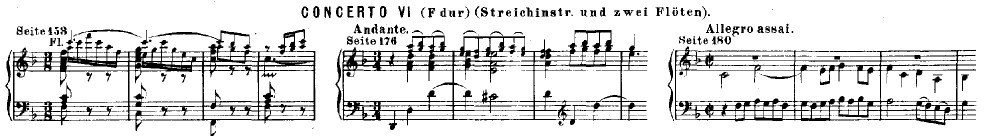
Temes del concert per a clavecí, BWV 1057

El concert BWV 1058 i un fragment BWV 1059 figuren al final de la partitura, i són un intent previ d'un conjunt de concerts (JJ), que va ser abandonada per una raó o una altra.
Els concerts per a clavicèmbal de Bach eren, fins fa poc, sovint subestimada pels estudiosos, que no tenen la conveniència d'escoltar els beneficis que el rendiment històricament ha aportat a les obres com aquestes; Albert Schweitzer va escriure: "Les transcripcions que sovint han estat preparats amb cura gairebé increïble, i descuit. O el temps apressava, o que estava avorrit per l'assumpte. " Investigacions recents han demostrat tot el contrari és veritat, es va traslladar parts solistes al clau amb habilitat típica i varietat. Interès de Bach en la forma de concert per a clau es pot deduir del fet que va disposar cada melodia adequat instrument de concert com un concert de clavicordi, mentre que les versions per clau s'han conservat el mateix no és veritat de la melodia de les versions de l'instrument.

#### La col·lecció de sis concerts (BWV 1052-1057)
- Concert núm. 1 en re menor, BWV 1052

1. Allegro
2. Adagio
3. Allegro

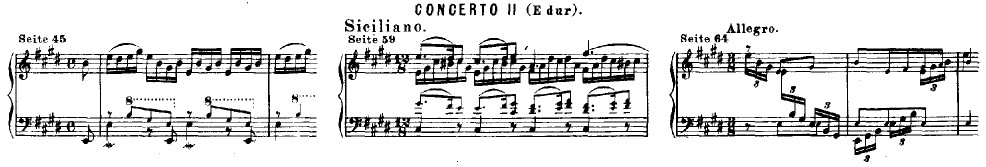
Temes del concert per a clavecí, BWV 1053

- Concert núm. 2 en mi major, BWV 1053

1. Allegro
2. Siciliano
3. Allegro

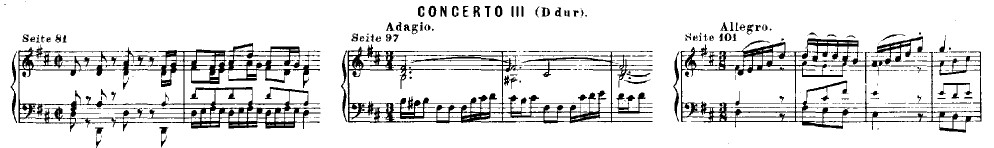
Temes del concert per a clavecí, BWV 1054

- Concert núm. 3 en re major, BWV 1054

1. Allegro
2. Adagio e piano sempre
3. Allegro

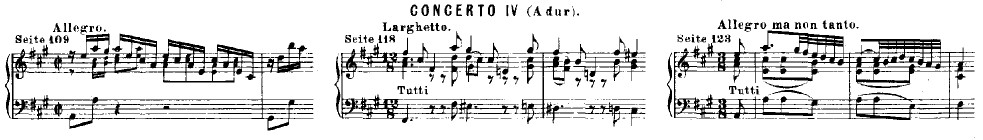
Temes del concert per a clavecí, BWV 1055

- Concert núm. 4 en la major, BWV 1055

1. Allegro
2. Larghetto
3. Allegro ma non tanto

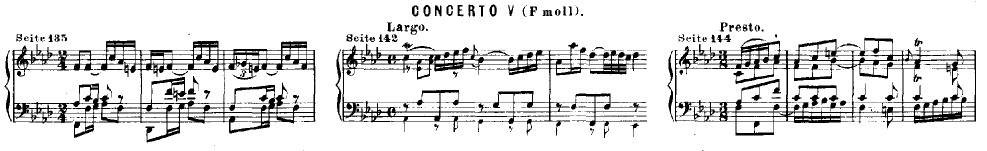
Temes del concert per a clavecí, BWV 1056

- Concert núm. 5 en fa menor, BWV 1056

1. Allegro moderato
2. Largo
3. Presto

- Concert núm. 6 en fa major, BWV 1057

1. Allegro
2. Andante
3. Allegro assai

#### Altres concerts

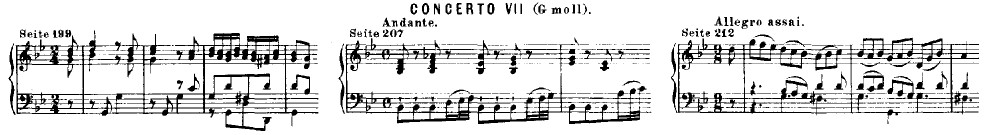
Temes del concert per a clavecí, BWV 1058

- Concert en sol menor, BWV 1058

1. Allegro
2. Andante
3. Allegro assai

- Concert en re menor, BWV 1059

Sense indicacions de tempo
- Concert en la menor, BWV 1044

Per a clavecí, violí i flauta solista
1. Allegro
2. Adagio ma non tanto e dolce
3. Alla breve

## Concerts per a dos clavecins

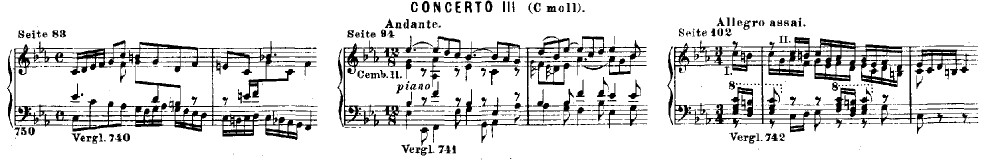
Temes del concert per a clavecí, BWV 1062

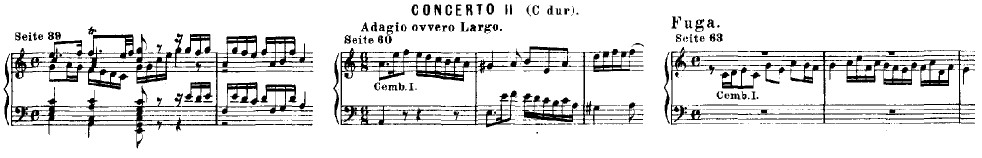
Temes del concert per a clavecí, BWV 1061

- Concert en do menor, BWV 1060

1. Allegro
2. Adagio
3. Allegro

- Concert en do major, BWV 1061

1. Allegro
2. Adagio (Largo)
3. Fuga

- Concert en do menor, BWV 1062

1. Andante
2. Allegro assai

## Concerts per a tres clavecins

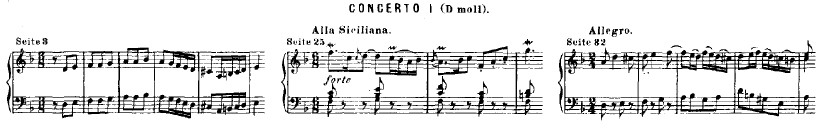
Temes del concert per a clavecí, BWV 1063

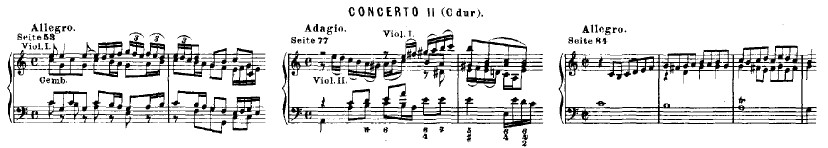
Temes del concert per a clavecí, BWV 1064

- Concert en re menor, BWV 1063

1. Alla siciliana
2. Allegro

- Concert en do major, BWV 1064

1. Allegro
2. Adagio
3. Allegro assai

## Concert per a quatre clavecins
- Concert en la menor, BWV 1065

1. Allegro
2. Largo
3. Allegro